# Pierre Devambez
Pierre Devambez (París, 19 de novembre de 1902 - París, 14 de gener de 1980) fou un hel·lenista, arqueòleg i historiador de l'art francès. El seu camp d'estudi fou l'escultura i la ceràmica gregues.

## Vida
Era fill del pintor i il·lustrador André Devambez. El 1922 va entrar a l'École normale supérieure i va obtenir l'agregació en lletres (professor d'institut) el 1926. Fou membre de l'Escola Francesa d'Atenes de 1928 a 1933 i de l'Institut français d'archéologie orientale; va ser a Istanbul de 1933 a 1937 i allà hi va redactar el Catalogue des Grands Bronzes du Musée de Stamboul.
De 1929 a 1933, va ser el director de les excavacions arqueològiques a l'illa de Tassos (on té dedicat un carrer), i ho fou encara en un segon període, de 1953 a 1954. Fou encara director de les excavacions del santuari de Sinuri a la Cària (1935-1938). També va excavar a Xanthos (1950) i, de 1961 a 1963, a Laodicea del Licos.
Va ser el conservador (des de 1937), i després conservador en cap (des de 1965), del departament d'antiguitats gregues i romanes al Museu del Louvre (1937-73). Impartí cursos a l'École du Louvre (des de 1942). Des de 1954 impartia cursos a l'École normale supérieure i va fer traslladar el seminari d'arqueologia clàssica al Louvre. I de 1961 a 1967 de l'École pratique des Hautes Études.
El 1970 fou escollit membre de l'Académie des inscriptions et belles-lettres i fou president del projecte Corpus vasorum antiquorum de la Union Académique Internationale. Des de 1974 fou membre corresponent de la Secció Històrico-Arqueològica de l'IEC.

## Publicacions
- Un quartier romain à Thasos (fouilles de 1925 à 1931), 1932
- Grands Bronzes du musée de Stamboul, 1937
- La Sculpture grecque, 1939
- Sculptures thasiennes, in Bulletin de correspondance hellénique, 1942
- Le style grec, Larousse, 1944
- L'Art du siècle de Périclès, 1955
- Le Sanctuaire de Sinuri près de Mylasa, avec E. Haspels, 1959
- Sculptures grecques, 1960
- Bas-relief de Téos, 1962
- La Peinture grecque, 1962
- Dictionnaire de la civilisation grecque, avec R. Flacelière, P. M. Schuhl, R. Martin, 1966
- Le monde non-chrétien, Gallimard, 1983
- Grèce, Hachette, 1978